# Không giới hạn - Sasuke Việt Nam (mùa 3)
Không giới hạn - Sasuke Việt Nam 2017 (hay Sasuke Việt Nam 2017) là mùa thứ ba của chương trình Không giới hạn - Sasuke Việt Nam do Đài Truyền hình Việt Nam thực hiện, phát sóng trên kênh VTV3 từ ngày 22 tháng 6 đến ngày 5 tháng 10 năm 2017. Thành Trung trở thành người dẫn chương trình chính trong năm thứ hai liên tiếp, cùng với sự xuất hiện của hai người dẫn mới Phạm Anh Khoa trong vai trò bình luận và Thiều Bảo Trang trong vai trò phỏng vấn thí sinh.
Không có ai giành chiến thắng chung cuộc ở mùa này. Nhà vô địch của mùa thứ hai, Lê Văn Thực, đã không thể vượt qua Stage 1 khi thất bại tại thử thách "Tránh búa qua cầu" của chuỗi thử thách 1A.

## Vòng loại
Kế hoạch tổ chức vòng loại của mùa thứ ba đã được thông báo từ tháng 2 năm 2017, trong đó vòng loại tại ba địa điểm TP.HCM, Hà Nội và Đà Nẵng đồng loạt diễn ra trong hai ngày 11 và 12 tháng 3 năm 2017. Vòng loại tại Bình Dương, dành riêng cho các thí sinh nước ngoài, đã diễn ra vào ngày 3 và 4 tháng 5 năm 2017.

## Vòng chung kết

### Stage 1

#### Stage 1A
- Thời gian giới hạn: 100 giây (200 giây đối với nữ).
- Các thử thách:

1. Nhảy 4 bước (Step Slider)
2. Bám trụ (Log Grip)
3. Tránh búa qua cầu (Hammer Dodge)
4. Người nhện nhảy (Jumping Spider)
5. Trượt vòng (Circle Slider)
6. Thang lưới (Rope Ladder)

| Hạng | Thí sinh          | Thành tích |
| ---- | ----------------- | ---------- |
| 1    | Nguyễn Văn Long   | 00:34.67   |
| 2    | Chu Văn Bản       | 00:34.60   |
| 3    | Kiều Văn Nghĩa    | 00:24.35   |
| 4    | Trần Công Thái    | 00:24.16   |
| 5    | Phan Thanh Chiến  | 00:22.73   |
| 6    | Nguyễn Quang Minh | 00:19.89   |
| 7    | Derek Miyamoto    | 00:16.11   |
| 8    | Nguyễn Minh Tuấn  | 00:14.42   |
| 9    | Nguyễn Việt Dũng  | 00:12.43   |
| 10   | Mat Redho         | 00:11.36   |
| 11   | Hiroshi Miyamoto  | 00:11.12   |
| 12   | Chu Xuyên         | 00:09.60   |
| 13   | Bùi Hoàng Hải     | 00:06.81   |
| 14   | Đặng Tiến Dũng    | 00:04.65   |
| 15   | Muhahmad Afandi   | 00:03.39   |
| 16   | Vũ Trọng Cường    | 00:01.57   |
|      | Trương Hùng Cường | Đặc cách   |
|      | Nguyễn Xuân Tứ    | Đặc cách   |
|      | Đinh Quang Vinh   | Đặc cách   |
| KM   | Minh Anh          | Đặc cách   |

#### Stage 1B
- Thời gian giới hạn: 100 giây (200 giây đối với nữ).
- Các thử thách:

1. Nhảy 4 bước (Step Slider)
2. Bám trụ (Log Grip)
3. Cầu nhím (Hedgehog)
4. Cú nhảy phi thường (Giant Swing)
5. Tarxan đu dây (Tarzan Rope)
6. Tiều phu về đích (Lumberjack Climb)

| Hạng | Thí sinh           | Thành tích |
| ---- | ------------------ | ---------- |
| 1    | Nguyễn Trọng Nhân  | 00:35.65   |
| 2    | Vương Trọng An     | 00:33.55   |
| 3    | Nguyễn Đức Thọ     | 00:30.98   |
| 4    | Mai Hữu Tuân       | 00:30.95   |
| 5    | Phạm Xuân Hùng     | 00:24.21   |
| 6    | Trần Văn Anh       | 00:20.77   |
| 7    | Đinh Viết Kiên     | 00:20.51   |
| 8    | Đặng Xuân Thọ      | 00:17.11   |
| 9    | Dương Văn Thắng    | 00:13.50   |
| 10   | Nguyễn Hoàng Phụng | 00:12.69   |
| 11   | Trần Hoàng Tuấn    | 00:08.71   |

### Stage 2
- Không giới hạn thời gian.
- Các thử thách:

1. Cú trượt gian nan (Cross Slider)
2. Cầu chữ X (Bridge of Blades)
3. Bật tường đu dây (Half-Pipe Attack)
4. Thang cá hồi (Salmon Ladder)
5. Cầu treo (Unstable Bridge)
6. Tường cong (Double Warped Wall)

- 5 thí sinh có thành tích tốt nhất (được đánh dấu bằng chữ in đậm) sẽ nhận được phần thưởng trị giá 10 triệu đồng.

| Hạng | Thí sinh          | Thành tích |
| ---- | ----------------- | ---------- |
| 1    | Nguyễn Đức Thọ    | 01:11.69   |
| 2    | Vương Trọng An    | 01:28.00   |
| 3    | Kiều Văn Nghĩa    | 01:30.32   |
| 4    | Nguyễn Quang Minh | 01:31.17   |
| 5    | Phạm Xuân Hùng    | 01:33.13   |
| 6    | Trần Văn Anh      | 01:34.56   |
| 7    | Nguyễn Minh Tuấn  | 01:35.31   |
| 8    | Mat Redho         | 01:36.37   |
| 9    | Nguyễn Văn Long   | 01:52.20   |
| 10   | Nguyễn Xuân Tứ    | 02:12.33   |
| 11   | Chu Xuyên         | 02:14.91   |
| 12   | Nguyễn Việt Dũng  | 02:42.49   |
| 13   | Trương Hùng Cường | 03:14.25   |
| 14   | Bùi Hoàng Hải     | 04:24.75   |

### Stage 3
- Không giới hạn thời gian, giữa các thử thách có 45 giây nghỉ ngơi.
- Các thử thách:

1. Đường zigzag (Pole Maze)
2. Ván treo (Floating Boards)
3. Vách nghiêng (Pole Grasper + Hang Climbing)
4. Cú nhảy của nhện (Spider Flip)
5. Treo người trên vách kép (Crazy Cliffhanger)
6. Xà bay (Flying Bar)

- 3 thí sinh có thành tích tốt nhất sẽ nhận được phần thưởng trị giá 30 triệu đồng.

Không có thí sinh nào vượt qua được chuỗi thử thách này. Thí sinh đi xa nhất là Mat Redho, người đã thất bại ở thử thách "Treo người trên vách kép".

### Stage 4
Thí sinh chỉ có 30 giây để leo lên đỉnh tháp Midoriyama, gồm:
1. Tường nhện (Spider Climb) (12m)
2. Leo dây (Tsuna Nobori) (12m)

Không ai góp mặt tại vòng này.

## Phần thi của khách mời
| Tập | Khách mời            | Nghề nghiệp          | Thành tích                       |
| --- | -------------------- | -------------------- | -------------------------------- |
| 1   | Mai Ngô              | Người mẫu            | Bị loại ở "Nhảy 4 bước", Stage 1 |
| 2   | Nguyễn Thị Lệ Nam Em |                      | Bị loại ở "Nhảy 4 bước", Stage 1 |
| 3   | Minh Anh             | Diễn viên, người mẫu | Hoàn thành                       |
| 4   | Huỳnh Anh            | Diễn viên            | Bị loại ở "Nhảy 4 bước", Stage 1 |
| 5   | Quang Đăng           | Vũ công, diễn viên   | Bị loại ở "Nhảy 4 bước", Stage 1 |
| 6   | Thái Trinh           | Ca sĩ                | Bị loại ở "Nhảy 4 bước", Stage 1 |
| 15  | Minh Anh             | Diễn viên, người mẫu | Bị loại ở "Ván treo", Stage 3    |

## Giao hữu: Trận đấu đồng đội
Trận thi đấu đồng đội là cuộc đấu giao hữu đặc biệt diễn ra ngay khi Stage 2 kết thúc, bao gồm ba đội ninja có phong trào Sasuke mạnh nhất toàn quốc là Green Team, Ninja PT và Eagle Club. Đây là lần đầu tiên Sasuke Việt Nam có một giải đấu giao hữu với chỉ có các đội trong nước. 
Mỗi đội có năm người chơi. Ở mỗi lượt đấu, một thành viên của mỗi đội sẽ thi đấu với nhau, tức là có tối đa 5 lượt cho mỗi stage. Người của đội nào hoàn thành nhanh nhất trong mỗi lượt sẽ giành phần thắng cho đội đó, nếu không thì xem như hoà nhau. Kết thúc mỗi stage, đội giành nhiều lượt thắng nhất sẽ được cộng thêm điểm tương ứng vào kết quả cuối cùng (1 điểm cho Stage 1, 2 điểm cho Stage 2, 3 điểm cho Stage 3 và 4 điểm cho Stage 4). Luật chơi ở từng Stage được áp dụng như ở phần thi cá nhân. Tổng hợp các kết quả, đội nhiều điểm nhất sẽ là đôi thắng cuộc và nhận được giải thưởng 50 triệu đồng. Đội về nhì nhận được 20 triệu đồng.
Lưu ý: In đậm chỉ ra những thí sinh chiến thắng ở lượt thi đấu. 

### Stage 1A
Stage 1B không được sử dụng để thi đấu giao hữu. 
| Lượt | Đội Green Team  | Thành tích | Đội Eagle Club     | Thành tích        | Đội Ninja PT       | Thành tích          | Đội thắng  |
| ---- | --------------- | ---------- | ------------------ | ----------------- | ------------------ | ------------------- | ---------- |
| 1    | Kiều Văn Nghĩa  | 00:14.10   | Chu Văn Bản        | 00:07.26          | Nguyễn Đình Mạnh   | "Người nhện nhảy"   | Green Team |
| 2    | Lê Văn Thực     | 00:46.21   | Đỗ Văn Quang       | "Người nhện nhảy" | Nguyễn Phước Huynh | "Tránh búa qua cầu" | Green Team |
| 3    | Nguyễn Doãn Thọ | 00:19.56   | Nguyễn Nhật Trường | 00:24.87          | Nguyễn Đức Thọ     | "Người nhện nhảy"   | Eagle Club |
| 4    | Vũ Trí Mạnh     | 00:39.32   | Bùi Xuân Nguyên    | 00:24.56          | Đào Đình Mạnh      | "Tránh búa qua cầu" | Green Team |

Lượt đấu thứ 5 không diễn ra do Green Team đã chắc chắn đứng đầu với ba lượt chiến thắng. Green Team thắng Stage 1 và nhận 1 điểm.

### Stage 2
Không như phần thi cá nhân không tính giờ, thời gian giới hạn cho Stage 2 là 100 giây.
| Lượt | Đội Green Team   | Thành tích   | Đội Eagle Club     | Thành tích   | Đội Ninja PT       | Thành tích         | Đội thắng  |
| ---- | ---------------- | ------------ | ------------------ | ------------ | ------------------ | ------------------ | ---------- |
| 1    | Lê Văn Thực      | 00:36.54     | Bùi Xuân Nguyên    | "Cầu chữ X"  | Lê Văn Tú          | "Cầu treo"         | Green Team |
| 2    | Kiều Văn Nghĩa   | "Tường cong" | Nguyễn Huy Hạnh    | 00:13.93     | Nguyễn Đình Mạnh   | "Bật tường đu dây" | Eagle Club |
| 3    | Nguyễn Doãn Thọ  | "Tường cong" | Nguyễn Nhật Trường | "Tường cong" | Đào Đình Mạnh      | 00:21.56           | Ninja PT   |
| 4    | Vũ Trí Mạnh      | "Tường cong" | Đỗ Văn Quang       | 00:13.29     | Nguyễn Phước Huynh | "Tường cong"       | Eagle Club |
| 5    | Dương Mạnh Cường | "Tường cong" | Chu Văn Bản        | "Tường cong" | Nguyễn Đức Thọ     | 00:03.08           | Ninja PT   |

Kết quả: Eagle Club và Ninja PT hoà nhau ở Stage 2 và cùng nhận 2 điểm.

### Stage 3
| Lượt | Đội Green Team   | Thành tích                 | Đội Eagle Club     | Thành tích                 | Đội Ninja PT       | Thành tích     | Đội thắng |
| ---- | ---------------- | -------------------------- | ------------------ | -------------------------- | ------------------ | -------------- | --------- |
| 1    | Kiều Văn Nghĩa   | "Vách nghiêng"             | Bùi Xuân Nguyên    | "Vách nghiêng"             | Lê Văn Tú          | "Vách nghiêng" | Hòa       |
| 2    | Nguyễn Doãn Thọ  | "Vách nghiêng"             | Đỗ Văn Quang       | "Treo người trên vách kép" | Nguyễn Đình Mạnh   | "Vách nghiêng" | Hòa       |
| 3    | Lê Văn Thực      | "Treo người trên vách kép" | Nguyễn Huy Hạnh    | "Treo người trên vách kép" | Đào Đình Mạnh      | "Vách nghiêng" | Hòa       |
| 4    | Vũ Trí Mạnh      | "Ván treo"                 | Chu Văn Bản        | "Ván treo"                 | Nguyễn Đức Thọ     | "Vách nghiêng" | Hòa       |
| 5    | Dương Mạnh Cường | "Vách nghiêng"             | Nguyễn Nhật Trường | "Vách nghiêng"             | Nguyễn Phước Huynh | "Vách nghiêng" | Hòa       |

Kết quả: 3 đội hoà nhau ở Stage 3, không đội nào được điểm.

### Stage 4
| Đội Green Team | Thành tích | Đội Ninja PT       | Thành tích | Đội Eagle Club | Thành tích |
| -------------- | ---------- | ------------------ | ---------- | -------------- | ---------- |
| Lê Văn Thực    | 00:08.64   | Nguyễn Phước Huynh | 00:03.54   | Đỗ Văn Quang   | Bị loại    |

Kết quả: Green Team thắng Stage 4 và nhận 4 điểm, Ninja PT được 2 điểm và Eagle Club được 1 điểm.
Chung cuộc, Green Team thắng với 5 điểm và nhận 50 triệu đồng. Đội Ninja PT về nhì và nhận 20 triệu đồng.